# 淀川製鋼所
株式会社淀川製鋼所（よどがわせいこうしょ、英: Yodogawa Steel Works, Ltd.）は、大阪府大阪市中央区南本町に本社を置く日本の鉄鋼メーカー。1935年（昭和10年）創業ならびに設立。「淀川製鋼」「ヨドコウ」とも称する。東京証券取引所プライム市場上場企業。

## 概要
1935年（昭和10年）に創業した鉄鋼メーカーである。社名の由来は、淀川沿い(大阪府大阪市西淀川区百島2丁目1−21)の工場で創業したことによる。創業当初、溶融亜鉛めっき鋼板のメーカーとして発足し、現在は「鋼板」「建材」「エクステリア」「ロール」「グレーチング」を製造する。
家庭用・業務用の物置（ヨド物置シリーズ）やカラー鋼板の製造を主幹としている。台湾にも製造拠点（盛餘：センユースチール）を置く。カラー鋼板については業界1位であり、ヨド物置等に使われている。また関西国際空港、京セラドーム大阪やさいたまスーパーアリーナなどの屋根工事も手がけている。
なお、2002年（平成14年）9月限りで家庭用の台所商材（レンジ台など）についての生産を中止した。
大輪会と芙蓉懇談会の会員企業である。
2025年10月1日より、商号を「株式会社ヨドコウ」に変更予定。

## 沿革
- 1935年（昭和10年） - 株式会社淀川製鋼所が設立。
- 1949年（昭和24年）4月30日 - 株式公開。
- 1957年（昭和32年） - 寿工業株式会社 泉大津工場を買収。
- 1987年（昭和62年） - 台湾の盛餘（センユースチール）に資本。
- 1994年（平成6年） - Conzinc Riotinto of Australia Ltd.所有の盛餘（センユースチール）株式を全数取得。
- 1995年（平成7年） - マレーシアにPCM Steel Processing SDN. BHD.を設立。台湾に台湾淀川（現、淀鋼國際）を設立。
- 1997年（平成9年） - 台湾のセンユースチール株式会社が、台湾証券取引所に株式を上場。
- 1999年（平成11年） - タイにPCM Steel Processing（Thailand）Ltd.を設立。
- 2001年（平成13年） - ヨドコウビルド株式会社と株式会社大阪ヨドハンを合併し、ヨドコウビルド株式会社を設立。
- 2002年（平成14年）- 静岡県富士市に株式会社淀川芙蓉を設立。
- 2003年（平成15年） - 中国に淀鋼建材（杭州）を設立。
- 2004年 (平成16年） - 中国に淀鋼建材（杭州）有限公司(YBMH社・建材商品の設計・製造・販売)を設立。ヨドコウ興産株式会社とヨドコウビルド株式会社を合併し、ヨドコウ興産株式会社を設立。
- 2011年（平成23年） - タイにYODOKO(THAILAND)CO.,LTD.(YTL社・建材商品の製造・販売・施工)を設立。中国に淀川盛餘（合肥）高科技鋼板有限公司(YSS社・めっき鋼板、カラー鋼板の製造・販売)を設立。
- 2013年（平成25年） - 太陽光発電システムによる売電事業開始。
- 2025年（令和7年）10月1日 - 株式会社ヨドコウに商号変更予定[6][8]。

## スポンサー活動
- 現在は下記のスポンサー提供のほか、スポット枠にてテレビCMを流している。

現在
- 森本毅郎・スタンバイ! （TBSラジオ。「ニュースズームアップ」のコーナースポンサー）
- 高知放送ラジオ時報スポンサー（平日10時）

過去
下記のとおり在阪テレビ局制作・全国ネットのテレビ番組を提供していた事が多い。
- 新婚さんいらっしゃい!（朝日放送制作・テレビ朝日系列）
1998年10月4日から2003年9月28日までスポンサー提供。提供クレジットでのフレーズは「ヨド物置でお馴染みのヨドコウ」だった。出場記念品としてヨド物置の他、前述の家庭用台所商材を進呈していた。その後、提供枠は救心製薬が引き継いだ。
- 土曜大好き!830（関西テレビ制作・フジテレビ系列）
- おはようワイド・土曜の朝に（朝日放送制作・テレビ朝日系列）
- 全国高校野球選手権大会中継（朝日放送制作・テレビ朝日系列・2001年のスポンサー）
- フィリップモリスチャンピオンシップゴルフトーナメント （朝日放送制作・テレビ朝日系列・1998年 - 2002年）
- 徹子の部屋（テレビ朝日系列）
- テレビ朝日水曜21時枠刑事ドラマ
- お早うネットワーク（ニッポン放送・NRN）
- ガッツナイター最前線（東海ラジオ）
- CBCドラゴンズナイター（CBCラジオ）
- RCCラジオ時報スポンサー（13時・15時）
伊藤文（RCCアナウンサー）によるアナウンス音源を提供クレジットに使用していたが、2023年10月1日（日曜日）の放送をもってスポンサーから降板。
- KBCラジオ時報スポンサー（平日13時・14時）
当社イメージキャラクター元・AKB48の篠田麻里子の出身地福岡県のラジオ局だったが、2023年10月1日（日曜日）の放送をもってスポンサーから降板。
- STVラジオ時報スポンサー（平日11時・14時）
- 東海ラジオ時報スポンサー（7時・11時・15時・19時・23時・3時）
流れるCMの中で「思い出錆びないヨドコウ」と読まれていた。
- 『おはようパーソナリティ』シリーズ（朝日放送→朝日放送ラジオ。7時台の後半に組まれている「スポーツの話題」のコーナースポンサー）
2014年4月から2022年3月25日（金曜日）まで『おはようパーソナリティ道上洋三です』内、2022年3月28日から2023年9月30日まで後継番組（月 - 木曜日：『おはようパーソナリティ小縣裕介です』／金曜日：『おはようパーソナリティ古川昌希です』）内で生放送。提供クレジットでのフレーズは「ヨドコウでお馴染みの淀川製鋼所」で、阪神タイガースが前日（月曜日の場合には前週末）の公式戦に勝利した場合には、パーソナリティ（道上洋三→小縣裕介／古川昌希）とアシスタントが『六甲おろし』を熱唱した直後に40秒のCMが流れていた。

など

## 関連会社
- ヨドコウ興発株式会社
- 京葉鉄鋼埠頭株式会社
- 高田鋼材工業株式会社
- 淀鋼商事株式会社
- ヨドコウ興産株式会社
- 株式会社淀川芙蓉
- 株式会社佐渡島
- 東栄ルーフ工業株式会社
- フジデン株式会社
- センユースチール株式会社（台湾）
- 淀鋼國際股份有限公司（台湾）
- 淀川盛餘（合肥）高科技鋼板有限公司（中国）
- 淀鋼建材（杭州）有限公司（中国）
- PCM PROCESSING（THAILAND） Ltd. （タイ）

## その他
企業のキャッチフレーズは、「スチール!&アイデア!」であり、2000年（平成12年）より広告キャラクター（バカボンのパパ・バカボン・ハジメ・ママ）に赤塚不二夫原作の漫画・アニメ『天才バカボン』を起用している（アニメーション制作はぴえろが担当）。
- 呉ラグビー部 - 西日本社会人リーグに1972年から1977年まで在籍、優勝1回 (1974)、全国社会人ラグビーフットボール大会に2回出場 (1969、1973)

### 不祥事

#### ヨド物置閉じ込め事故
2004年（平成16年）8月から2006年（平成18年）8月の間に、ヨド物置に子供や高齢者が閉じ込められる事故が7件発生したことが2007年（平成19年）2月に発表された。いずれの事故も人の死傷には至らなかった。
事故の起こった製品は2002年（平成14年）7月から2005年（平成17年）5月までに販売したもので、扉を閉めると自動的にロックがかかる仮ロック機能を備えていたが、内側からロックを解除する方法がわかりにくいことが原因であった。これを受け、対象製品について、無料での仮ロック機能排除を実施している。このリコールに伴いお詫びCMの放映にまで至った。

### CMに起用された有名人・キャラクター
- 天才バカボン（2000年からCMキャラクターに起用）
- 篠田麻里子（2012年2月からCMキャラクターに起用）
- 杏（2014年7月からCMキャラクターに起用）
- 木村拓哉（2025年1月からCMキャラクターに起用）